# Grammy Awards 1978
La 20ª edizione dei Grammy Awards si è svolta il 23 febbraio 1978 presso lo Shrine Auditorium di Los Angeles (California).

## Vincitori e candidati

### Categorie principali

#### Registrazione dell'anno
- Hotel California - Eagles; Bill Szymczyk (produttore)
- Blue Bayou - Linda Ronstadt; Peter Asher (produttore)
- Don't It Make My Brown Eyes Blue - Crystal Gayle; Allen Reynolds (produttore)
- Evergreen (Love Theme from A Star Is Born) - Barbra Streisand; Barbra Streisand e Phil Ramone (produttori)
- You Light Up My Life - Debby Boone; Joe Brooks (produttore)

#### Canzone dell'anno
- Evergreen (Love Theme from A Star Is Born), scritta da Barbra Streisand e Paul Williams, cantata da Barbra Streisand
- You Light Up My Life, scritta da Joe Brooks, cantata da Debby Boone
- Don't It Make My Brown Eyes Blue, scritta da Richard Leigh, cantata da Crystal Gayle
- Hotel California, scritta da Don Felder, Don Henley e Glenn Frey, cantata dagli Eagles
- Nobody Does It Better, scritta da Marvin Hamlisch e Carole Bayer Sager, cantata da Carly Simon
- Southern Nights, scritta da Allen Toussaint, cantata da Glen Campbell

#### Album dell'anno
- Rumours - Fleetwood Mac
- Aja - Steely Dan
- Hotel California - Eagles
- JT - James Taylor
- Star Wars (Original Motion Picture Soundtrack) - John Williams (accompagnato dalla London Symphony Orchestra)

#### Miglior artista esordiente
- Debby Boone
- Andy Gibb
- Foreigner
- Shaun Cassidy
- Stephen Bishop

### Pop

#### Miglior interpretazione pop vocale femminile
- Barbra Streisand - Evergreen (Love Theme from A Star Is Born)
- Debby Boone - You Light Up My Life
- Dolly Parton - Here You Come Again
- Linda Ronstadt - Blue Bayou
- Carly Simon - Nobody Does It Better

#### Miglior interpretazione pop vocale maschile
- James Taylor - Handy Man
- Engelbert Humperdinck - After the Lovin'
- Andy Gibb - I Just Want to Be Your Everything
- Stephen Bishop - On and On
- Leo Sayer - When I Need You

#### Miglior interpretazione pop vocale di un gruppo/duo
- How Deep Is Your Love - Bee Gees

### Produzione e ingegneria del suono

#### Produttore dell'anno
- Peter Asher
- Richard Perry
- Bill Szymczyk
- Bee Gees, Albhy Galuten e Karl Richardson
- Kenneth Gamble e Leon Huff

### R&B

#### Miglior canzone R&B
- You Make Me Feel Like Dancing, scritta da Leo Sayer e Vini Poncia, eseguita da Leo Sayer
- Don't Leave Me This Way, scritta da Kenneth Gamble, Leon Huff e Cary Gilbert, eseguita da Thelma Houston
- Easy, scritta da Lionel Richie, eseguita da Commodores
- Best of My Love, scritta da Maurice White ed Al McKay, eseguita da The Emotions
- Brick House, scritta da Milan Williams, Walter Orange, Thomas McClary, William King, Lionel Richie e Ronald LaPread, eseguita da Commodores